# Roger Besse
Pour les articles homonymes, voir Besse.
Roger Besse, né le 18 août 1929 à Ydes (Cantal) et mort le 7 janvier 2009 à Lyon,, est un homme politique français.

## Biographie
Commerçant de profession, Roger Besse devient conseiller général du Cantal pour le canton de Saignes en 1976. En octobre 1988, il est élu président du conseil général du Cantal, et l'année suivante, il succède à Bernard Ceynal au poste de maire d'Ydes.
Le 24 septembre 1989, il est élu sénateur du Cantal, puis réélu le 27 septembre 1998 sous l'étiquette RPR. En 2008, il ne se représente ni aux élections cantonales, ni aux élections sénatoriales. Ayant effectué 18 ans de mandat, il est alors élevé à la dignité de sénateur honoraire.
Le 7 janvier 2009, il décède à son domicile lyonnais, où il aidait son épouse malade.

## Récapitulatif des fonctions politiques
- 1976 - 2008 : conseiller général du Cantal pour le canton de Saignes
- 1988 - 2001 : président du conseil général du Cantal[5]
- 1989 - 2008 : maire d'Ydes
- Membre du Conseil économique et social[1]
- Président de la communauté de communes Sumène Artense